# Selnica ob Dravi község
Selnica ob Dravi község (szlovén nyelven Občina Selnica ob Dravi) Szlovénia 212 alapfokú közigazgatási egységének, azaz községének egyike a Podravska statisztikai régióban, az osztrák határ mentén. Adminisztratív központja Selnica ob Dravi város. A községet 1998-ban alapították, a történelmi szlovén Stájerország (Štajersko) régió része.

## A községhez tartozó települések
A községhez Selnica ob Dravi székhelyen kívül a következő települések tartoznak:
- Črešnjevec ob Dravi
- Fala
- Gradišče na Kozjaku
- Janževa Gora
- Spodnja Selnica
- Spodnji Boč
- Spodnji Slemen
- Sveti Duh na Ostrem Vrhu
- Veliki Boč
- Vurmat
- Zgornja Selnica
- Zgornji Boč
- Zgornji Slemen

## Népesség
| Lakosok száma | 4543 | 4564 | 4537 | 4552 | 4485 | 4534 | 4494 | 4462 | 4479 | 4579 |
|               | 2008 | 2009 | 2011 | 2012 | 2013 | 2015 | 2016 | 2017 | 2019 | 2020 |